# Мільярино
Мільярино (італ. Migliarino) — колишній муніципалітет в Італії, у регіоні Емілія-Романья, провінція Феррара. З 1 січня 2014 року Мільярино є частиною новоствореного муніципалітету Фіскалья.
Мільярино розташоване на відстані близько 330 км на північ від Рима, 60 км на північний схід від Болоньї, 26 км на схід від Феррари.
Населення — 3670 осіб (2012).

## Демографія
Населення за роками:

Станом на 31 грудня 2010 року в муніципалітеті офіційно проживало 328 іноземців з 24 країн, серед них 46 громадян країн Євросоюзу та 31 громадянин України.

## Сусідні муніципалітети
- Кодігоро
- Йоланда-ді-Савоя
- Масса-Фіскалья
- Мільяро
- Остеллато
- Трезігалло